# Last.fm
Last.fm（ラスト エフエム）は、パラマウント・ストリーミングが運営しているインターネットラジオを応用したSNSである。

## 概要
Last.fmは、ユーザーの音楽的指向を反映するSNSであり、それを通じてユーザー同士の音楽的なつながりをつくり出す。由来はLast FM you ever need（あなたが必要とする最後のFM局）。

## 歴史
- 2002年 - イギリスで、現在のCEO、COOが出逢い、Last.fmの構想を思い付く。
- 2003年 - サービス開始。
- 2005年 - 性格の近かったAudioScrobblerと経営統合。
- 2006年 - 日本で開始。
- 2007年5月 - CBSコーポレーションに買収される。
- 2008年7月 - JASRACとの契約成立により、日本語版でも音楽の試聴が合法なサービスとして開始される。
- 2013年1月15日 - 日本など殆どの国と地域でのラジオサービスが終了。
- 2013年11月21日 - ラジオサービスが終了した国で、Youtubeに依存した形でラジオ機能がベータ版として復活。

## 機能
Home
それまでに聴いた曲（Scrobbleされた曲）を元に、ユーザーにおすすめの曲、アルバム、アーティストなどを表示する。聴いている曲に類似する曲、聴いているアーティストの別のアルバム、過去に聴いていたもので最近聴いていない曲などを表示する。
Charts
個人用のチャートと全体のチャートが二種類あり、個人のチャートを通じて、その音楽的傾向を分析する。ユーザーのチャートは、iTunesなどにプラグインを導入すると、反映される。
Journal
ユーザーが好きに日記を書くことができる。日記に対して、アーティストや楽曲を関連づけることができ、検索する際に、それを紐付けて表示する。自分の所属するグループや、友達だけにその日記を見せるといったこともできる。
Group
Last.fm内でグループを形成し、参加することができる。グループは大半は自由に参加できるが、リーダーに承認されないと入れないグループもある（リーダーが選択可能）。そのグループの中で、チャートの表示をしたり、フォーラムに投稿できたりする。
Friends
自分の知人を友達として登録することができる。登録した友達のチャートを表示することなどができる。
Tag
自分の好きなアーティストにタグを振ることができる。これにより、さまざまな音楽を分類することができる。また、このタグを通じて、ラジオを作ることができる。
Neighbours
ユーザーのご近所さんをチャートなどから反映して、似たような傾向を持つユーザーの聞いている音楽を聞くことができる。
Radio
チャートで反映されている音楽を、公式のソフトウェアやページのFlashで作られたプレイヤー、プラグインなどで聞くことができる。

## 日本での展開
2006年7月25日にはExciteとの提携による日本語版が開始された。ただし、文章は開始時から機械的翻訳であった。また、Last.fm最大の醍醐味であるラジオ機能が日本語版にはなかった。
2007年11月5日、Exciteは、エキサイト上のLast.fmをLast.fm公式サイトへ統合し、Excite上のLast.fmユーザーを、Last.fm公式の日本語サイトに移行する。Exciteからのユーザは、アカウントの再設定さえすれば簡単にLast.fmサービスを継続できるよう移行された。ただし、マイLast.fmについてはサービスを継続している。
2008年7月16日、JASRACとの契約が成立したため、日本語版でもRadioやStationがサイトやAudioScrobbler上から再生可能となった。しかし、2012年12月13日にはradio機能の2013年1月15日限りでの終了が告知された。
その後、11月21日にはYoutubeを使用した形でラジオがベータ版として"復活"を果たすことが公式Twitterなどで発表された。同日以降、順次ユーザーへ開放されることが発表され、従来ユーザー投稿画像が表示されていた区画にYoutubeが埋め込まれた。Scrobble始め、かつて設置されていた周辺機能も利用可能である。
2016年9月29日、Spotifyが日本でもサービスを開始した。これにより、Last.fmサイト内のプレイヤーをSpotifyに設定することで、Spotifyのライブラリに含まれる曲については、その場で聴くことが可能となった。